# Arizonasaure
L'arizonasaure (Arizonasaurus) és un gènere d'arcosaure tenosauríscid que va viure al Triàsic mitjà, fa 240 milions d'anys. Les restes fòssils de l'arizonasaure foren trobades a la formació de Moenkopi del nord d'Arizona, Estats Units. Sterling Nesbitt va trobar un esquelet gairebé complet l'any 2002. Aquesta criatura presentava una llarga vela a l'esquena formada per les espines neurals elongades de les vèrtebres. L'espècie tipus, Arizonasaurus babbitti, va ser anomenada per Samuel Paul Welles l'any 1947.